# Gilserberg
Gilserberg est une municipalité allemande située dans l'arrondissement de Schwalm-Eder et dans le land de la Hesse. Elle se trouve à 60 km de Cassel et à 30 km de Marbourg.